# USS Rowan (DD-782)
USS Rowan (DD-782) là một tàu khu trục lớp Gearing được Hải quân Hoa Kỳ chế tạo vào giai đoạn cuối Chiến tranh Thế giới thứ hai. Nó là chiếc tàu chiến thứ tư của Hải quân Mỹ được đặt theo tên Phó đô đốc Stephen C. Rowan (1808-1890), người từng tham gia cuộc Chiến tranh Mexico-Hoa Kỳ và cuộc Nội chiến Hoa Kỳ. Hoàn tất khi chiến tranh đã sắp kết thúc, con tàu tiếp tục phục vụ trong giai đoạn Chiến tranh Lạnh, Chiến tranh Triều Tiên và Chiến tranh Việt Nam cho đến khi xuất biên chế 1975. Nó bị đắm trên đường đưa đi tháo dỡ hai năm sau đó. Rowan được tặng thưởng bốn Ngôi sao Chiến trận do thành tích hoạt động trong Chiến tranh Triều Tiên, và thêm mười một Ngôi sao Chiến trận khác khi phục vụ trong cuộc Chiến tranh Việt Nam.

## Thiết kế và chế tạo
Rowan được đặt lườn tại xưởng tàu của hãng Todd Pacific Shipyards ở Seattle, Washington vào ngày 25 tháng 3 năm 1944. Nó được hạ thủy vào ngày 29 tháng 12 năm 1944; được đỡ đầu bởi bà David S. Folsom, chắt gái của Đô đốc Rowan, và nhập biên chế vào ngày 31 tháng 3 năm 1945 dưới quyền chỉ huy của Hạm trưởng, Trung tá Hải quân W. A. Dunn.

## Lịch sử hoạt động

### 1945 - 1950
Sau khi hoàn tất việc chạy thử máy ngoài khơi bờ biển Nam California, Rowan quay trở lại khu vực Puget Sound, rồi khởi hành từ Seattle vào ngày 20 tháng 7 năm 1945 để đi sang khu vực quần đảo Hawaii. Từ đây nó tiếp tục đi sang Okinawa, Nhật Bản, nhưng chỉ đến nơi sau khi Nhật Bản đã chấp nhận đầu hàng. Nó ở lại khu vực quần đảo Ryūkyū cho đến ngày 9 tháng 9, rồi đi đến Nhật Bản hoạt động hỗ trợ cho lực lượng chiếm đóng cho đến tháng 12. Đến cuối tháng 12, chiếc tàu khu trục quay ngược hành trình, ghé qua Okinawa, rồi đến cuối tháng 1 năm 1946 lại khởi hành quay trở về Hoa Kỳ.
Về đến San Diego, California vào ngày 10 tháng 2, Rowan bị bỏ không cho đến tháng 2, 1947 khi nó được cho hoạt động trở lại dọc theo vùng bờ Tây và quần đảo Hawaii. Sang tháng 8, nó được phái sang khu vực Tây Thái Bình Dương để hoạt động tại các vùng biển Nhật Bản, Trung Quốc và Triều Tiên, rồi quay trở về San Diego vào ngày 30 tháng 4, 1948. Nó tiếp tục hoạt động thường lệ tại chỗ tại vùng bờ Tây trước khi được phái sang Viễn Đông một lần nữa từ tháng 3 đến tháng 11, 1949.

### Chiến tranh Triều Tiên

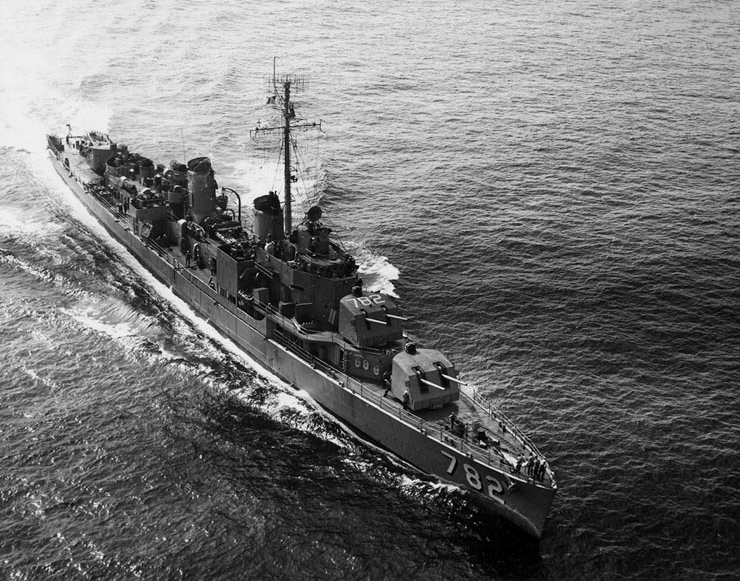
USS Rowan trên đường đi, khoảng năm 1950.

Sự kiện lực lượng Bắc Triều Tiên vượt qua vĩ tuyến 38 tấn công xuống lãnh thổ Nam Triều Tiên vào ngày 25 tháng 6, 1950 đã khiến cho Chiến tranh Triều Tiên bùng nổ; và sáu tuần sau đó Rowan lên đường đi Nhật Bản. Nó đi đến Yokosuka vào ngày 19 tháng 8, rồi chuyển đến Yokosuka vào ngày 21 tháng 8, và từ ngày 25 tháng 8 bắt đầu hoạt động tác chiến ngoài khơi bán đảo Triều Tiên.
Rowan rời Sasebo vào ngày 12 tháng 9 để hỗ trợ cho hoạt động đổ bộ đầu tiên trong chiến tranh, cùng với Lực lượng Đặc nhiệm 90 đi đến ngoài khơi Inchon vào ngày 15 tháng 9, và đã bắn hải pháo hỗ trợ cho cuộc đổ bộ của các trung đoàn 1 và 5 Thủy quân Lục chiến. Chiếc tàu khu trục tiếp tục ở lại khu vực cho đến khi lực lượng Liên Hợp Quốc vượt qua vĩ tuyến 38 xâm nhập lãnh thổ Bắc Triều Tiên, cho đến ngày 3 tháng 10, khi nó rời khu vực Inchon để hoạt động dọc theo bờ biển Triều Tiên.
Vào giữa tháng 10, Rowan tham gia lực lượng tấn công tại Wonsan; tuy nhiên lực lượng Nam Triều Tiên đã chiếm được cảng này trước ngày D 20 tháng 10, và Sư đoàn 1 Thủy quân Lục chiến chỉ đổ bộ lên khu vực bán đảo Kalma vào ngày 26 tháng 10. Chiếc tàu khu trục tiếp tục ở lại khu vực Wonsan cho đến tháng 11, rồi làm nhiệm vụ hỗ trợ hải pháo và canh phòng máy bay cho tàu sân bay khi lực lượng Liên Hợp Quốc tiếp tục tiến quân đến sông Áp Lục rồi rút lui sau đó. Nó lên đường quay trở về Hoa Kỳ vào tháng 2, 1951.
Trong thời gian còn lại của năm 1951, Rowan hoạt động tại chỗ dọc theo vùng bờ Tây và huấn luyện tại khu vực Hawaii. Sang đầu tháng 1, 1952, nó lại khởi hành đi sang Viễn Đông, và đến ngày 15 tháng 2 lại có mặt tài vùng chiến sự ở khu vực Wonsan. Vào ngày 22 tháng 2, đang khi tuần tra dọc bờ biển ở khu vực Hungnam, con tàu trúng một phát đạn pháo trực tiếp từ một khẩu đội pháo bờ biển đối phương bên mạn trái, gây hư hại một khẩu pháo Bofors 40 mm, thiết bị radar và cấu trúc thượng tầng; trong cuộc đối đầu sau đó, nó cùng tàu khu trục chị em James E. Kyes (DD-787) đã phá hủy ba khẩu pháo đối phương cùng một kho đạn.
Cho đến tháng 6, Rowan tiếp tục hoạt động hỗ trợ hỏa lực và bắn pháo can thiệp cho trận chiến trên bộ, cũng như phục vụ hộ tống và canh phòng máy bay cho các tàu sân bay. Đang khi hoạt động trong chiến dịch phong tỏa Wonsan vào ngày 18 tháng 6, nó phải chịu đựng hỏa lực pháo bờ biển của đối phương; 45 phát đạn pháo đã rơi chung quanh tàu, và năm phát đã trúng đích. Một quả đạn pháo, được cho là pháo 155 mm, đã làm thủng một lổ rộng 2 ft (0,61 m) bên mạn phải tàu bên trên mực nước tại ngăn 209. Một phát đạn pháo khác đã phá hủy dàn ăn-ten radar Mark 34, và nhiều lổ thủng do mảnh đạn khắp bên lườn tàu. Chín thành viên thủy thủ đoàn đã bị thương, trong đó hai người bị thương nặng.
Vào cuối tháng 6, Rowan đi xuống phía Nam để phục vụ tuần tra tại eo biển Đài Loan, rồi quay trở lại khu vực Triều Tiên vào tháng 7 trong một thời gian ngắn trước khi lên đường quay trở về San Diego. Đến giữa tháng 4, 1953, chiếc tàu khu trục lại đi sang khu vực Tây Thái Bình Dương, và có lượt hoạt động thứ ba trong cuộc chiến tranh. Nó hoạt động ngoài khơi bờ biển Triều Tiên suốt mùa Xuân, rồi chuyển sang tuần tra eo biển Đài Loan vào tháng 7. Nó quay trở lại Triều Tiên vào tháng 8, và cho đến tháng 9 đã hoạt động tuần tra ngoài khơi bán đảo này, vào lúc mà một thỏa thuận đình chiến đã có hiệu lực từ tháng 7. Con tàu rời Yokosuka vào ngày 2 tháng 10 để quay trở lại khu vực California.

### 1954 - 1965
Sau Chiến tranh Triều Tiên, Rowan tiếp tục hoạt động trong thành phần hạm đội hiện dịch; và trong giai đoạn cuối thập niên 1950 và đầu thập niên 1960 đã luân phiên phục vụ cùng Đệ Thất hạm đội tại khu vực Tây Thái Bình Dương với Đệ Nhất hạm đội tại vùng bờ Tây Hoa Kỳ và vùng biển quần đảo Hawaii. Con tàu cũng tham gia hỗ trợ các thí nghiệm khoa học và những hoat động khác, như đã thu hồi một thiết bị vũ trụ thu thập thông tin về bức xạ ngoài không gian vào tháng 9, 1960, và tham gia các cuộc thử nghiệm vũ khí hạt nhân trong khuôn khổ Chiến dịch Dominic tại khu vực đảo Kiritimati từ tháng 3 đến tháng 7, 1962.
Rowan rời San Diego vào ngày 3 tháng 6, 1963 để đi sang Xưởng hải quân Philadelphia, nơi nó được nâng cấp trong khuôn khổ Chương trình Hồi sinh và Hiện đại hóa Hạm đội I (FRAM: Fleet Rehabilitation and Modernization). Nó quay trở lại khu vực California một năm sau đó với những khoang nghỉ ngơi của thủy thủ đoàn được cải thiện, hệ thống liên lạc hiện đại cũng như được bổ sung vũ khí chống ngầm bao gồm tên lửa RUR-5 ASROC và máy bay trực thăng không người lái Gyrodyne QH-50 DASH. Nó tiến hành những hoạt động tại chỗ dọc vùng bờ Tây trong mùa Thu cho đến khi lên đường vào ngày 5 tháng 1, 1965 cho lượt hoạt động tiếp theo tại Tây Thái Bình Dương, lần này tại một khu vực chiến sự mới ở Việt Nam.

### 1965 - 1977

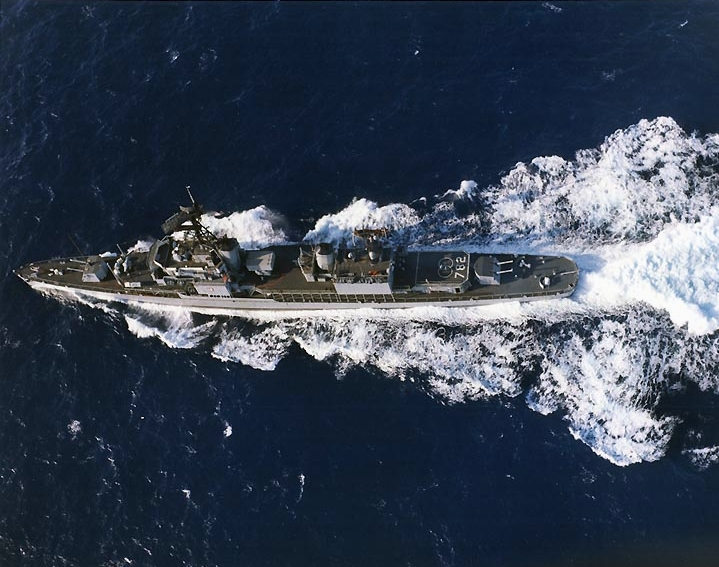
Rowan trên đường đi tại Tây Thái Bình Dương, năm 1965, cho thấy những nâng cấp sau đợt hiện đại hóa FRAM I.

Có mặt ngoài khơi Nam Việt Nam vào mùa Hè năm 1965, Rowan đã hỗ trợ hải pháo cho Lực lượng Hải thuyền Hải quân Nam Việt Nam và lực lượng Đồng Minh trên bộ trong các hoạt động tại khu vực Quy Nhơn, cũng như tham gia Chiến dịch Market Time để tuần tra ngăn chặn việc vận chuyển lực lượng và vũ khí ven biển của đối phương. Con tàu quay trở về San Diego vào tháng 8, nhưng đến tháng 5, 1966 đã quay trở lại vùng biển Nam Việt Nam để hỗ trợ cho hoạt động tác chiến tại khu vực trách nhiệm của Quân đoàn IV ở vùng đồng bằng sông Cửu Long. Sau đó nó tiếp tục đảm nhiệm thêm vai trò canh phòng máy bay cho các tàu sân bay trong vịnh Bắc Bộ cho đến tháng 8, khi nó lên đường quay trở về San Diego.
Rowan tiến hành những hoạt động thường lệ cùng Đệ Nhất hạm đội tại vùng bờ Tây. Vào tháng 11, nó phục vụ như tàu huấn luyện tác xạ và chống tàu ngầm tại San Diego, rồi tiến hành những thử nghiệm đánh giá ngoài khơi California trong tháng 12. Phần lớn thời gian của năm 1967 được con tàu dành cho việc đại tu và chuẩn bị, và đến mùa Thu năm đó nó lên đường cho lượt hoạt động tiếp theo cùng Đệ Thất hạm đội trong khuôn khổ cuộc Chiến tranh Việt Nam, lúc này đã mở rộng đáng kể. Chiếc tàu khu trục đã hỗ trợ hải pháo cho cuộc chiến trên bộ, chủ yếu tại khu vực trách nhiệm của Quân đoàn II (Nam Trung Bộ) và Quân đoàn IV, cũng như hoạt động trong vai trò canh phòng máy bay cho các tàu sân bay tại trạm Yankee ngoài khơi Bắc Việt Nam. Nó kết thúc lượt hoạt động vào tháng 4, 1968, và lên đường quay trở về Hoa Kỳ.
Rowan gia nhập trở lại cùng Đệ Thất hạm đội vào ngày 6 tháng 4, 1969, và sau các hoạt động tại vùng biển Nhật Bản, nó lại đi sang phục vụ tại Việt Nam cho đến tháng 9. Nó quay về San Diego và hoạt động tại chỗ cho đến tháng 1, 1970, khi nó đi vào Xưởng hải quân Hunter's Point để đại tu. Khi công việc trong xưởng tàu hoàn tất vào ngày 15 tháng 6, chiếc tàu khu trục quay trở lại hoạt động thường lệ dọc theo bờ biển Nam California cho đến ngày 8 tháng 9, khi nó được phái sang phục vụ tại khu vực Tây Thái Bình Dương, tiếp tục hoạt động trong cuộc Chiến tranh Việt Nam. Nó hoạt động dọc theo bờ biển Việt Nam cho đến ngày 12 tháng 3, 1971 khi nó lên đường quay trở về Hoa Kỳ.
Rowan tiến hành những hoạt động thường lệ từ San Diego cho đến tháng 10, 1971. Nó lên đường vào ngày 20 tháng 10 để hướng sang Yokosuka, rồi tiếp đi đến vùng bờ biển Việt Nam. Đây là một lượt biệt phái hoạt động lâu dài tại vùng Tây Thái Bình Dương, khi con tàu đặt căn cứ thường trực tại Yokosuka giữa các đợt hoạt động tại Việt Nam suốt những năm 1972 và 1973. Nó tiếp tục hiện diện tại Yokosuka ít nhất cho đến tháng 1, 1944.
Rowan nằm trong số khoảng hơn 50 tàu chiến Hoa Kỳ đã tham gia trong Chiến dịch Frequent Wind vào các ngày 29 và 30 tháng 4, 1975. Họ đã giúp di tản tổng cộng 1.373 công dân Hoa Kỳ cùng 5.595 người Việt Nam và công dân các nước thứ ba bằng máy bay trực thăng khỏi Sài Gòn trong vòng 24 giờ, ngay trước khi Sài Gòn thất thủ.
Rowan được cho xuất biên chế tại San Diego, California vào ngày 18 tháng 12, 1975, và tên nó được cho rút khỏi danh sách Đăng bạ Hải quân vào ngày 30 tháng 1, 1976. Con tàu được chuyển cho Đài Loan vào ngày 1 tháng 6, 1977; tuy nhiên nó bị mắc cạn trên đường được kéo đi vào ngày 22 tháng 8, 1977. Được xem là tổn thất toàn bộ, con tàu được tháo dỡ để làm nguồn phụ tùng cho những chiếc còn hoạt động.

## Phần thưởng
Rowan được tặng thưởng bốn Ngôi sao Chiến trận do thành tích hoạt động trong Chiến tranh Triều Tiên, và thêm mười một Ngôi sao Chiến trận khác khi phục vụ trong cuộc Chiến tranh Việt Nam.